# Krzysztof Cybruch
Krzysztof Julian Cybruch (ur. 4 kwietnia 1956 w Opolu, zm. 1 lutego 2016 w Zakopanem) – publicysta, autor inicjatyw prospołecznych, kampanii charytatywnych, wieloletni asystent prasowy twórcy Monaru i Ruchu Wychodzenia z Bezdomności „Markot” – Marka Kotańskiego.
Pomysłodawca proklamowania Dnia Ludzi Bezdomnych, koordynator jednej z największych akcji pomocowych w skali kraju – Serc Pospolitego Ruszenia. Autor nowatorskiego projektu „500 Dni dla Ludzi Bezdomnych”, współorganizator koncertu na rzecz dzieci żyjących z HIV (14 sierpnia 1992 roku) o nazwie „Niech świat się do nich uśmiechnie” z udziałem krajowej czołówki rocka i zespołu Uriah Heep.
Twórca podstaw programowych eksperymentalnych form readaptacji społecznej ludzi bezdomnych w strukturach „Markotu”, pomysłodawca i szef kapituły honorowego wyróżnienia „Przyjaciel Ludzi Bezdomnych” w latach 1996–2002. Inicjator powstania ruchu „Wzajemnie potrzebni” na rzecz dzieci specjalnej troski, współorganizator fundacji „Dwa Serca” w Chrząstówku, założyciel Eko Szkoły Życia w Wandzinie. Redaktor znaczących dokumentów programowych na rzecz kompensacji szkód społecznych zjawiska bezdomności.
Jest autorem tekstu songu antynarkotykowego „Taka ruletka, czyli: zegarmistrz świata całkiem nowy…” (muzyka i wykonanie: Tomasz Szwed) dla potrzeb kampanii profilaktycznej Moda na niebranie organizowanej przez Adama Nyka – szefa Rodzinnej Poradni Profilaktyki i Terapii Uzależnień Stowarzyszenia Monar i Polskiego Radia Bis, a także dwóch pastorałek, które znalazły się na debiutanckiej płycie zwyciężczyni trzeciej edycji programu „Mam talent!” – Magdaleny Welc, oraz słów do jej pierwszego w pełni autorskiego utworu "Kasety Mamy".
W roku 2013, w Radio Plus w audycji "Polski portret własny” (której autorem był Adrian Klarenbach), Krzysztof Cybruch prezentował swoje felietony na żywo w formule bieżącego komentarza politycznego.